# (5694) Berényi
(5694) Berényi es un asteroide perteneciente al cinturón de asteroides descubierto el 24 de septiembre de 1960 por Cornelis Johannes van Houten en conjunto a su esposa también astrónoma Ingrid van Houten-Groeneveld y el astrónomo Tom Gehrels desde el Observatorio del Monte Palomar, Estados Unidos.

## Designación y nombre
Designado provisionalmente como 3051 P-L. Fue nombrado Berényi en homenaje a Dénes Berényi, profesor del Instituto de Investigación Nuclear de la Academia Húngara de Ciencias en Debrecen y durante muchos años su director. Sus actividades de investigación incluyen física nuclear, procesos de colisión atómica y espectrometría electrónica. En 1990, Berényi se convirtió en vicepresidente de la Academia de Ciencias de Hungría.

## Características orbitales
Berényi está situado a una distancia media del Sol de 2,606 ua, pudiendo alejarse hasta 3,046 ua y acercarse hasta 2,166 ua. Su excentricidad es 0,168 y la inclinación orbital 12,25 grados. Emplea 1536,77 días en completar una órbita alrededor del Sol.

## Características físicas
La magnitud absoluta de Berényi es 13,2. Tiene 6,311 km de diámetro y su albedo se estima en 0,255. 